# Zwartsnavelooievaar
De zwartsnavelooievaar (Ciconia boyciana) is een grote ooievaar. Hij komt voor in Oost-Azië en wordt daar ernstig in zijn bestaan bedreigd. Zijn wetenschappelijke naam is een eerbetoon aan de koloniaal ambtenaar en verzamelaar Robert Henri Boyce (1834-1909).

## Kenmerken
Met een hoogte van 110 tot 150 cm, een massa van 2,8 tot 5,9 kg en een spanwijdte van 2,2 m is deze ooievaar gemiddeld groter dan de ooievaar (Ciconia ciconia), waar hij verder sterk op lijkt. Vroeger werd hij daarom vaak als een ondersoort beschouwd. In tegenstelling tot deze naaste verwant, heeft de zwartsnavelooievaar een naakte, rode huid rond de ogen, een witte iris en een zwarte snavel. Beide geslachten zien er ongeveer hetzelfde uit. Het vrouwtje is iets kleiner dan het mannetje. De jongen zijn wit met oranje snavel.

## Verspreiding en leefgebied
De zwartsnavelooievaar broedt in het stroomgebied van de Amoer en de Oessoeri op de grens van Rusland en China. De meeste vogels overwinteren in het stroomgebied van de Yangtze in Zuid-China, maar kleine aantallen trekken naar het Koreaans Schiereiland en Japan.
Het leefgebied bestaat in de broedtijd uit zoetwaterdraslanden afgewisseld met hoge bomen of andere structuren zoals elektriciteitsmasten om een nest in te maken. De vogel foerageert op kleine dieren, in de overwinteringsgebieden ook wel in zoutwateroverstromingsgebieden.

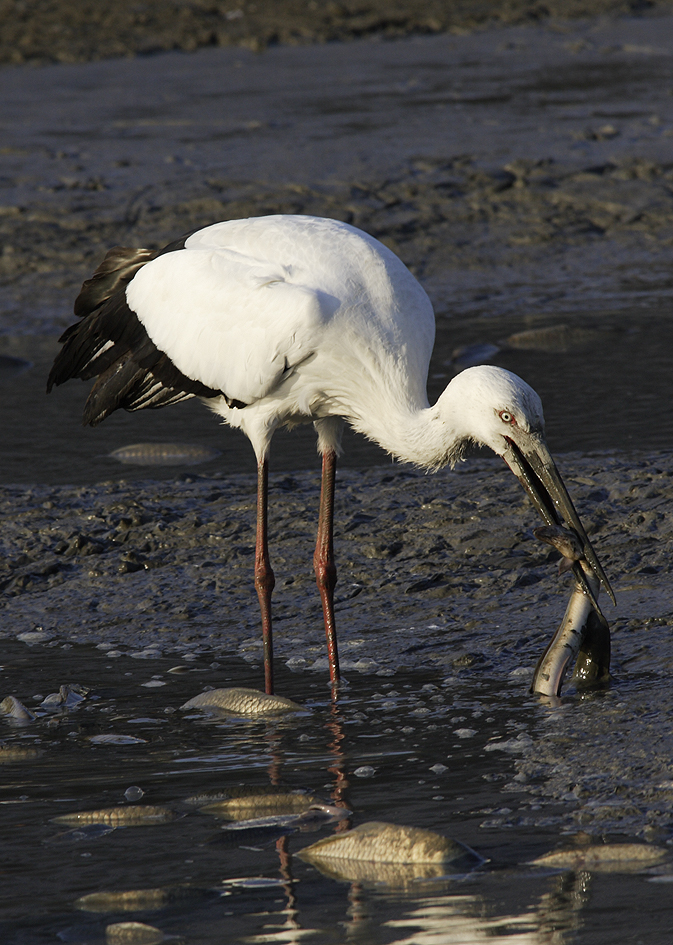
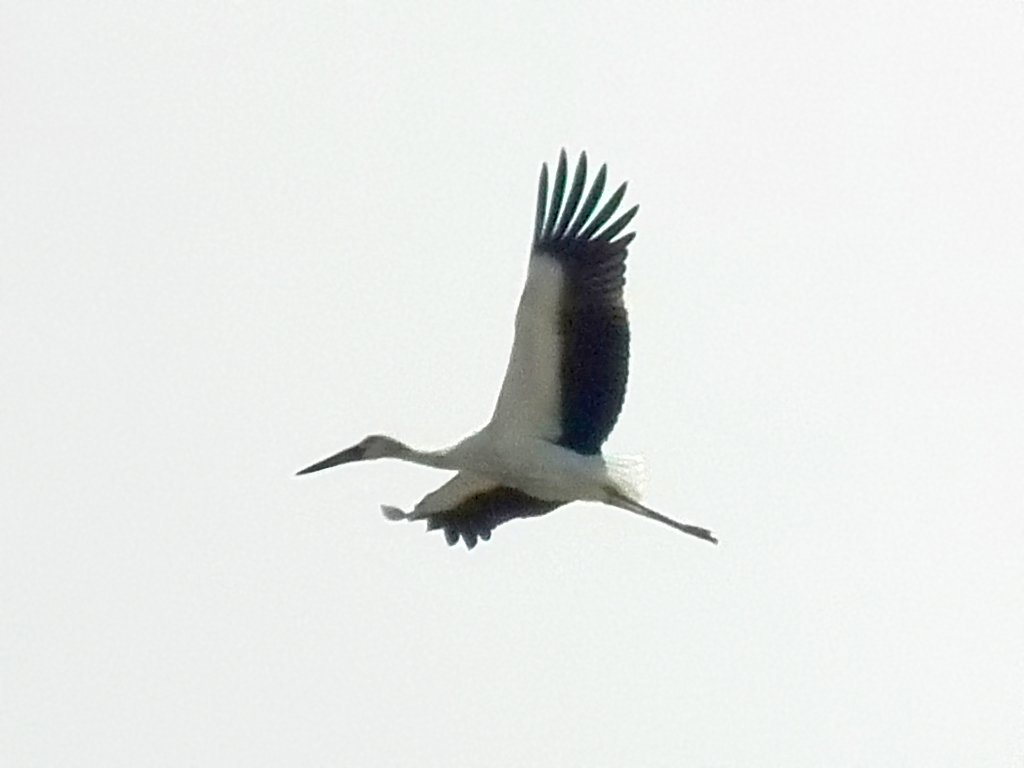

## Status
De zwartsnavelooievaar heeft een beperkt broedgebied en daardoor is de kans op uitsterven aanwezig. De grootte van de populatie werd in 2013 door BirdLife International geschat op 1000 tot 2500 volwassen individuen en de populatie-aantallen nemen af. Het broedgebied wordt aangetast door ontbossing en inpolderingen waarbij natuurlijke moerasgebieden met bomen worden omgezet in gebied voor agrarisch gebruik en menselijke bewoning. Ook in het overwinteringsgebied worden moerassen drooggelegd en geschikt gemaakt voor landbouw en worden stuwdammen aangelegd in de rivieren. Om deze redenen staat deze soort als bedreigd op de Rode Lijst van de IUCN.